# Der Eisvogel (1980)
Der Eisvogel ist ein deutscher Fernsehfilm aus dem Jahr 1980, nach dem gleichnamigen Theaterstück (Originaltitel: The Kingfisher) von William Douglas Home.

## Handlung
Der berühmte Schriftsteller Sir Cecil lebt schon seit Jahrzehnten allein mit seinem Butler Hawkins in seinem Landhaus. Vor 50 Jahren war er verliebt in Evelyn. Die beiden verbrachten damals einen romantischen Abend an einem Fluss unter einer Ulme. Doch Cecil machte Evelyn nicht, wie sie erhofft hatte, einen Heiratsantrag, und so reiste sie am nächsten Morgen ab und heiratete bald darauf einen anderen.
Nun starb Evelyns Mann, und auf der Rückreise von der Beerdigung will sie Cecil besuchen. Dieser macht sich Hoffnungen, sie doch noch zu heiraten, schließlich liebt er sie immer noch. Hawkins glaubt allerdings aufgrund des fortgeschrittenen Alters von Lord Cecil nicht, dass das eine gute Idee ist.
Beim Tee mit Cecil wehrt Evelyn dessen Avancen zunächst ab. Sie glaubt, dass es zu spät ist, um die Vergangenheit nachzuholen. Erst möchte sie nach dem Tee wieder aufbrechen, bleibt aber dann doch über Nacht. Während abends Hawkins das Essen vorbereitet, erzählt er Evelyn von den vielen Affären, die Cecil im Lauf der Zeit hatte. Später behauptet Cecil, dass diese Geschichten gar nicht stimmen, sondern nur aus Publicity-Gründen für die Leser seiner Bücher erfunden wurden.
Evelyn gibt zu, mit ihrem Mann nie glücklich gewesen zu sein. In den ersten Jahren ihrer Ehe war ihr Mann eifersüchtig auf Cecil und hat alle seine Briefe verbrannt, bevor Evelyn sie lesen konnte.
Als Überraschung führt Cecil Evelyn nach dem Dinner zu dem Platz unter der Ulme, wo sie vor 50 Jahren schon einmal saßen. Sie setzen sich auf eine Decke und betrachten den Fluss, und Cecil macht ihr einen Heiratsantrag, den Evelyn nun doch annimmt. Aufgrund ihres Alters haben die beiden Probleme, wieder vom Boden aufzustehen und müssen Hawkins zu Hilfe rufen. Der sonst so korrekte Butler erscheint betrunken, und als er von der Verlobung erfährt, reicht er sofort seine Kündigung ein.
Am nächsten Morgen will Evelyn ihr Jawort zurücknehmen. Sie hat nämlich sofort erkannt, was Cecil in Jahrzehnten nie klargeworden ist: Dass Hawkins ihn liebt, immer geliebt hat und dass Cecil ohne Hawkins nicht zurechtkommen würde. Hawkins’ Homosexualität wurde bis zu diesem Zeitpunkt nie offen ausgesprochen, aber durch sein Verhalten und seine ablehnende Haltung gegenüber der „Nebenbuhlerin“ Evelyn angedeutet. Als Cecil und Hawkins in Streit geraten, beschimpft Cecil Hawkins als „alte Tunte“, worauf dieser sofort kündigen will. Evelyn kann ihn aber doch noch überzeugen, zu bleiben.
Evelyn macht sich auf die Rückreise. Sie will noch einen anderen Jugendfreund auf einem benachbarten Landgut besuchen und spaziert dorthin, ohne sich von Cecil verabschiedet zu haben. Kurze Zeit später kehrt sie jedoch unerwartet zurück und bleibt nun wohl doch bei Cecil.

## Motiv des Eisvogels
In der Nacht, die Cecil und Evelyn unter der Ulme verbrachten, beobachteten sie einen Eisvogel. Später ließ Cecil sein Haus an dieser Stelle bauen und beobachtete dort immer wieder Vögel. Auch am Tag von Evelyns Rückkehr, kurz vor ihrer Ankunft, sah er einen Eisvogel, ebenso kurz bevor sie in der Schluss-Szene überraschend zurückkehrt. Daher kann der Eisvogel als Symbol ihrer Liebe aufgefasst werden.
Am Abend erzählt Cecil Evelyn die Geschichte von Keyx und Alkyone, die laut eines alten griechischen Mythos in Eisvögel verwandelt wurden. Wegen der ruhigen und windstillen Halkyonischen Tage, der Brutzeit des Eisvogels, sollen dem, der einen Eisvogel sieht, „Tage ruhigen Glücks beschert werden“. Evelyn glaubt, Cecil habe sich diese Geschichte nur ausgedacht, am Ende erscheint sie jedoch als eine Vorausdeutung eines gemeinsamen, glücklichen Lebensabends der beiden.

## Produktion
Der Film ist eine Produktion des ZDF und wurde am 19. April 1980 zum ersten Mal ausgestrahlt.